# Ratibořská brána
Ratibořská brána stávala v místech dnešního ústění Dolního náměstí do náměstí Osvoboditelů (čtvrť Město města Opava, okres Opava) a tvořila součást opevnění Opavy.

## Historie
První písemná zmínka o bráně pochází snad z roku 1253, kdy je v Ipatievského letopisu u vpádu polsko-ruských jednotek do opavské provincie zmínka o třech městských branách Opavy. S určitostí můžeme na Ratibořskou bránu vztáhnout až zmínku z roku 1451. Na konci 14. století došlo k výstavbě druhé branské věže a spojovacího koridoru. Dalšího rozšíření se dočkala v 16. století, kdy přibyl barbakan s třetí branskou věží a dalším koridorem, a v letech 1626–1627 vytvoření klešťové hradby. Tu pak ve druhé polovině 17. století doplnil ravelin s poslední, čtvrtou, branskou věží. Od roku 1779 docházelo k postupnému odstraňování branského systému, přičemž z brány se do současnosti nic nedochovalo.

## Popis
Zatímco stavební vývoj Hradecké a Jaktařské brány byl v podstatě totožný, situace u Ratibořské bývala jiná, specifická. Na rozdíl od dvou zmíněných zde totiž chyběl příkop a parkánová hradba. Brána se skládala z dvojice branských věží. První stávala v linii hlavní hradby, zatímco druhá byla výrazně předsunutá a s první věží ji spojoval opevněný koridor. Stejným způsobem pak byla spojena i s barbakanem v čele s třetí branskou věží. Tuto část pak obklopoval zemní val bastionu či klešťové hradby. Průjezdní brána barbakanu bývala zděným krčkem propojena s ravelinem se čtvrtou branskou věží. Následně komunikace, která tudy procházela, překonávala po dřevěném mostku barokní příkop.